# Чому варто жити далі
«Чому варто жити далі» — книга британського письменника та журналіста Метта Гейґа, написана у жанрі нехудожньої літератури. Посіла першу сходинку у списку бестселерів за версією газети «The Sunday Times» та була в топ-10 кращих видань Великої Британії протягом 46 тижнів.

## Опис
У віці 24 років Метт Гейґ пережив депресію, зміг все це подолати і написав книгу про власний досвід. Книга була опублікована 5 березня 2015 року.
Автор поетапно розбирає входження у депресію та перебування в ній, наводячи конкретні приклади. Показує як сприймає оточуючий світ людину у депресії.
Ось що він пише про мету книги:
|  | Однією з найсуттєвіших ознак депресії є те, що її жертва втрачає будь-яку надію. Не бачить майбутнього. Доки в кінці тунелю ще не видно світла, здається, що навкруги самі лише глухі стіни… Сам факт існування цієї книжки доводить, що депресія бреше. Вона нав’язує хибні думки. У кінці тунелю є світло – навіть якщо ми його не бачимо. І білі смуги завжди десь поруч з чорними. І слова, хай навіть іноді, можуть стати визволенням. |

У книзі автор описує всі етапи хвороби, які пережив та способи, що допомагали подолати її. Тим самим допомагаючи та надихаючи інших людей боротися за своє життя та йти далі до світла.
Своєю книгою Метт Гейґ дарує людям надію на одужання, ділячись власним досвідом про те, як він подолав депресивний стан без медикаментів, використовуючи фізичні навантаження, а також написання й читання книжок як метод терапії на шляху до одужання.
Видання було написана не тільки для тих, хто страждає на депресію, але й для тих, хто їх оточує. Люди мають краще розуміти, що відбувається з тим, хто страждає на депресію і, за можливості, надати допомогу.
У 2019 році книга вийшла українською мовою у видавництві «Фабула».